# Graphomya superba
Graphomya superba är en tvåvingeart som beskrevs av Zielke 1970. Graphomya superba ingår i släktet Graphomya och familjen husflugor. Inga underarter finns listade i Catalogue of Life.